# Storbäcktjärnen, Dalarna
Storbäcktjärnen är en sjö i Älvdalens kommun i Dalarna och ingår i Dalälvens huvudavrinningsområde.